# Calenia
Calenia is een geslacht van korstmossen dat behoort tot de orde Lecanorales van de ascomyceten. De typesoort is Calenia depressa.

## Soorten
Volgens Index Fungorum telt het geslacht 19 soorten (peildatum december 2023):
| Soortnaam                | Auteur(s)                                | Publicatiejaar |
| ------------------------ | ---------------------------------------- | -------------- |
| Calenia atlantica        | M. Cáceres & Lücking                     | 2008           |
| Calenia bullatinoides    | Lücking                                  | 2001           |
| Calenia chroodisciformis | Lücking                                  | 2008           |
| Calenia corticola        | (Henssen) L.I. Ferraro, Lücking & Sérus. | 2001           |
| Calenia depressa         | Müll. Arg.                               | 1890           |
| Calenia echinoplacoides  | Lücking                                  | 2008           |
| Calenia flava            | Lücking, Sérus. & Sipman                 | 2000           |
| Calenia flavescens       | Z.F. Jia                                 | 2020           |
| Calenia fumosa           | Lücking                                  | 2008           |
| Calenia graphidea        | Vain.                                    | 1921           |
| Calenia leptocarpa       | Vain.                                    | 1921           |
| Calenia obtecta          | Lücking                                  | 2008           |
| Calenia pernambucensis   | M. Cáceres & Lücking                     | 2008           |
| Calenia phyllogena       | (Müll. Arg.) R. Sant.                    | 1952           |
| Calenia pseudographidea  | Lücking                                  | 2008           |
| Calenia subdepressa      | Lücking                                  | 1997           |
| Calenia surinamensis     | van den Boom & Sipman                    | 2016           |
| Calenia thelotremella    | Vain.                                    | 1921           |
| Calenia verrucosa        | Z.F. Jia                                 | 2020           |